# El Menzah

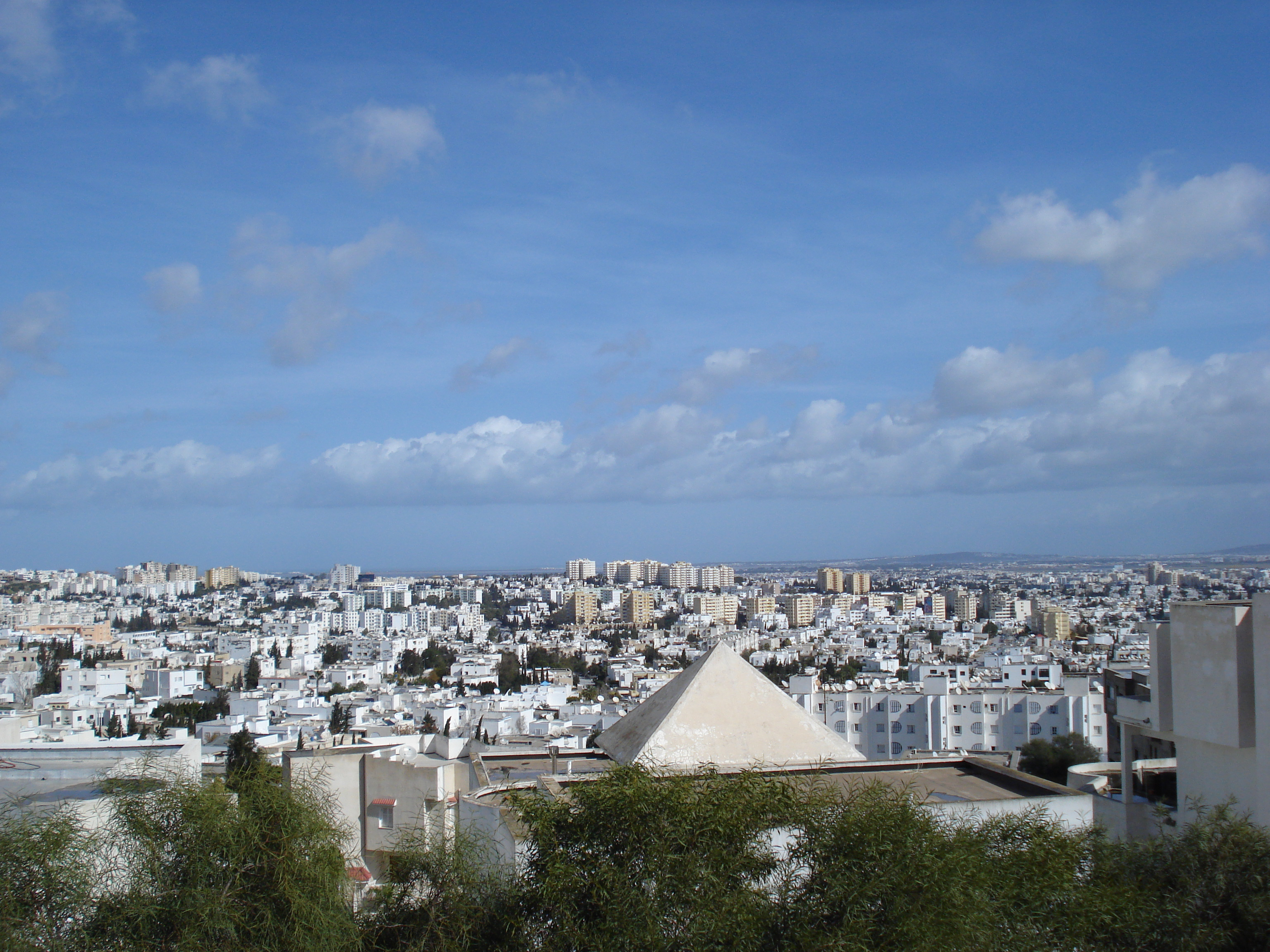
Vue qui domine tous les quartiers d'El Menzah.

El Menzah (arabe : المنزه  [ɪl'mænzæh]) est le nom donné à un ensemble de plusieurs quartiers situé au nord de l'agglomération de Tunis, capitale de la Tunisie.

## Organisation
Destinés aux classes moyennes et supérieures, il s'agit de lotissements de résidences avec une prédominance d'habitat en villas ou en immeubles de standing. Ces lotissements sont numérotés de I à X par ordre d'aménagement, le premier remontant à 1953 (El Menzah puis devenu El Menzah I) et les derniers aux années 1990 et 2000 (El Menzah IX et X qui porte le nom d'Ennasr).
Ils sont rattachés administrativement aux gouvernorats de Tunis (délégation d'El Menzah) et de l'Ariana (délégation de l'Ariana Ville). Une partie (El Menzah I et IV, puis VII à IX) constitue l'un des seize arrondissements de la municipalité de Tunis, totalisant 43 320 habitants, tandis qu'une autre (El Menzah V et VI), ayant respectivement 8 110 et 6 629 habitants, est rattachée à la municipalité de l'Ariana.

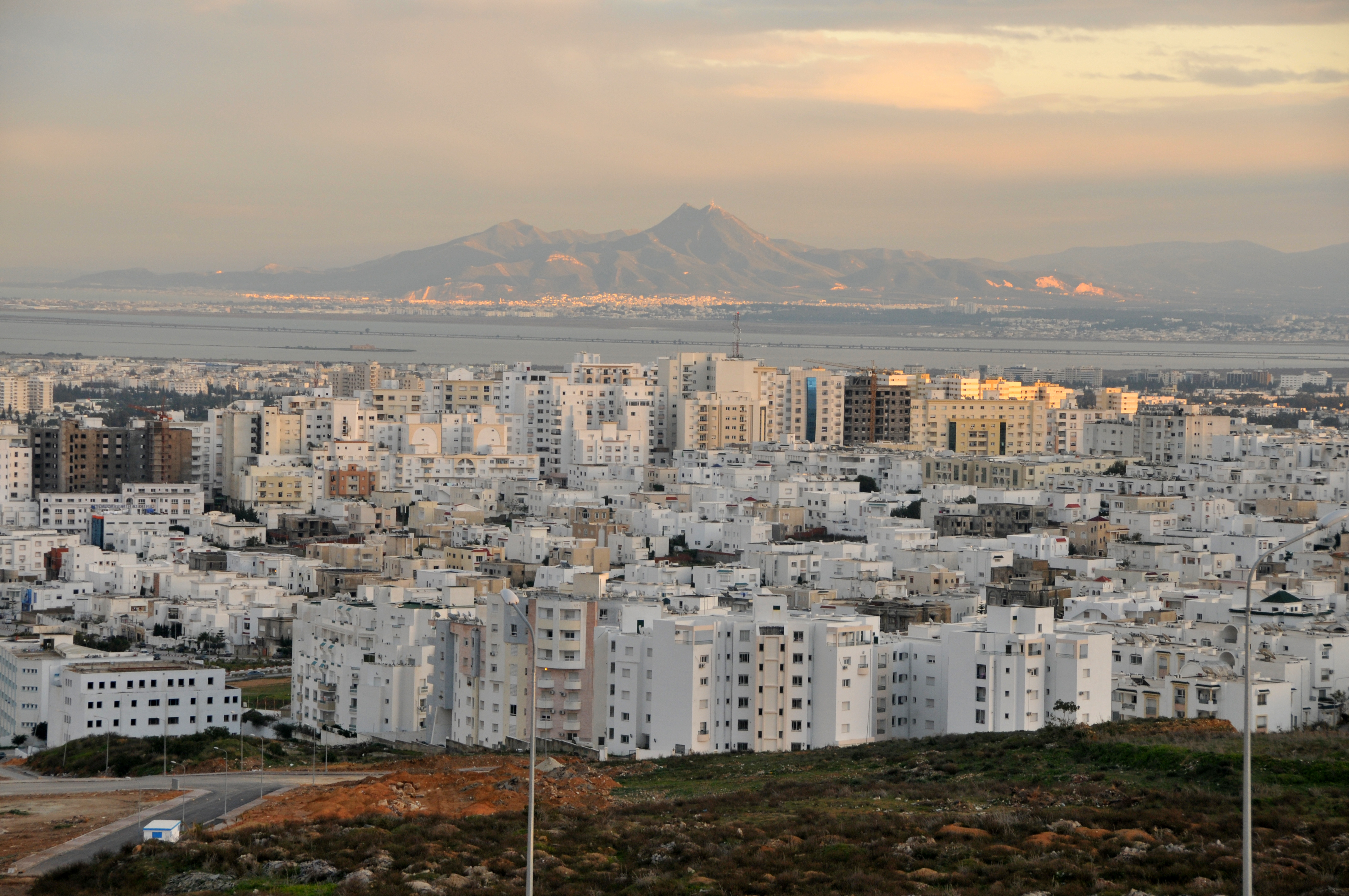
Vue panoramique d'El Menzah.
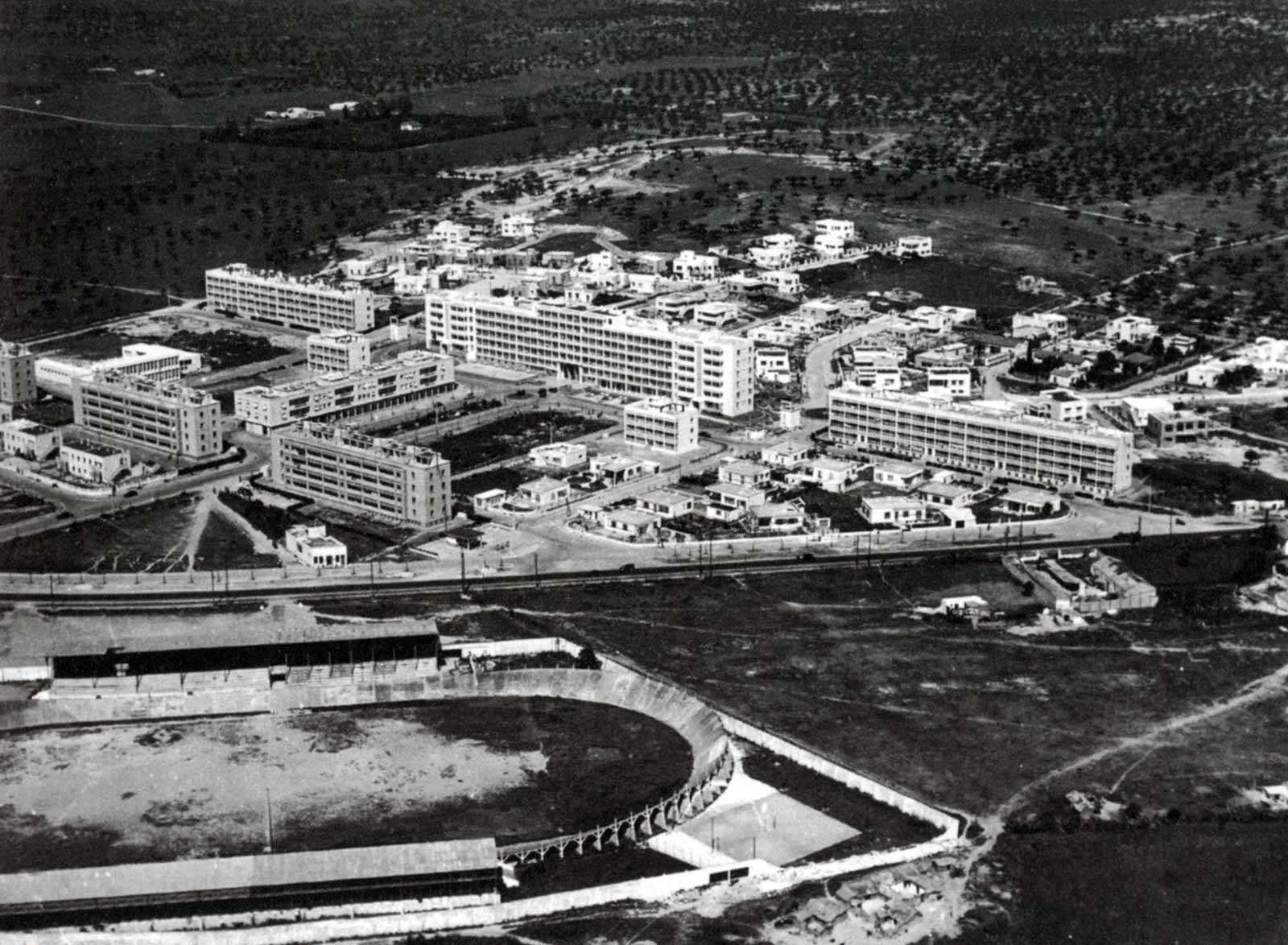
Vue du quartier d'El Menzah I en 1955.
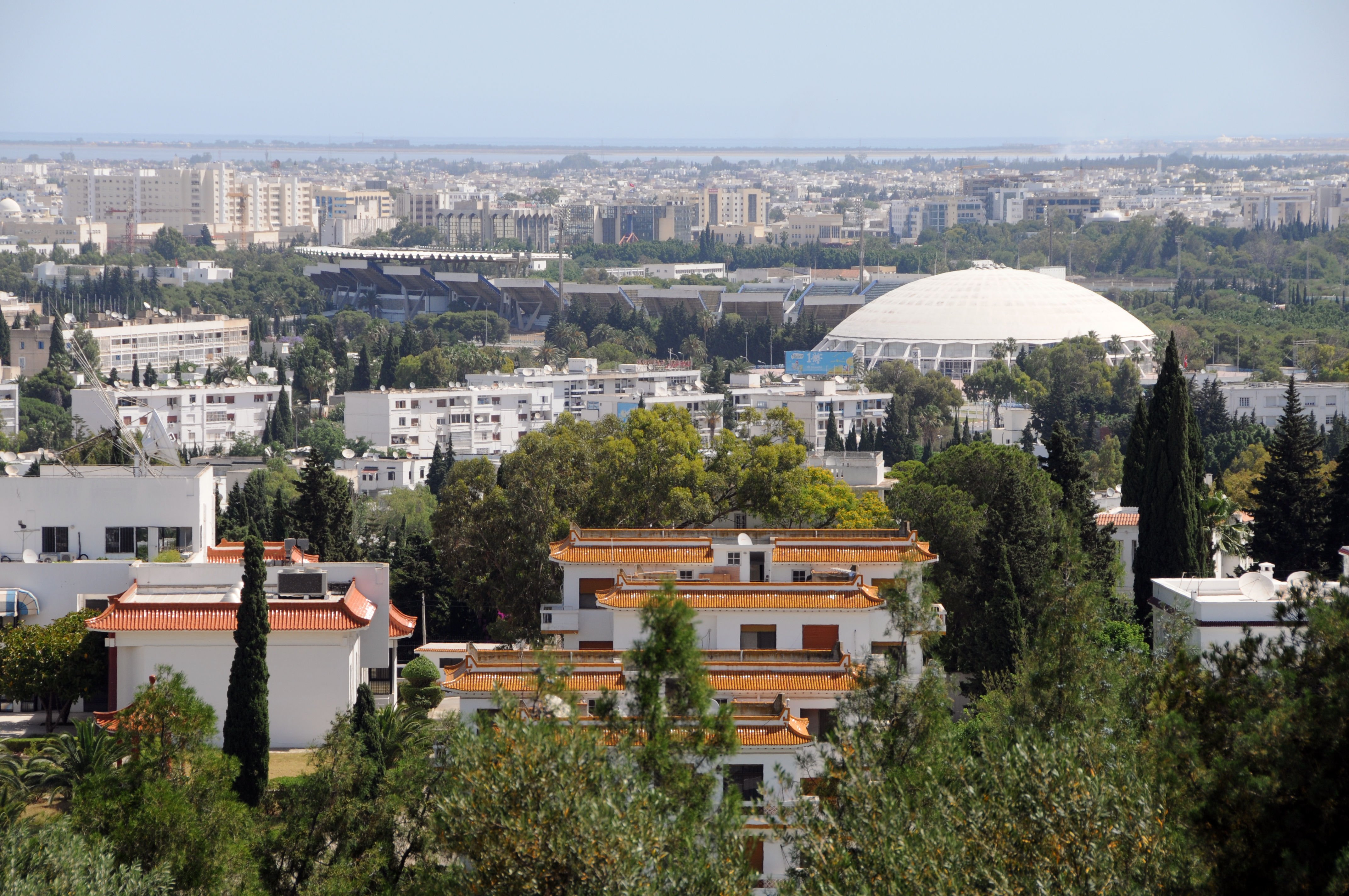
Cité olympique d'El Menzah.
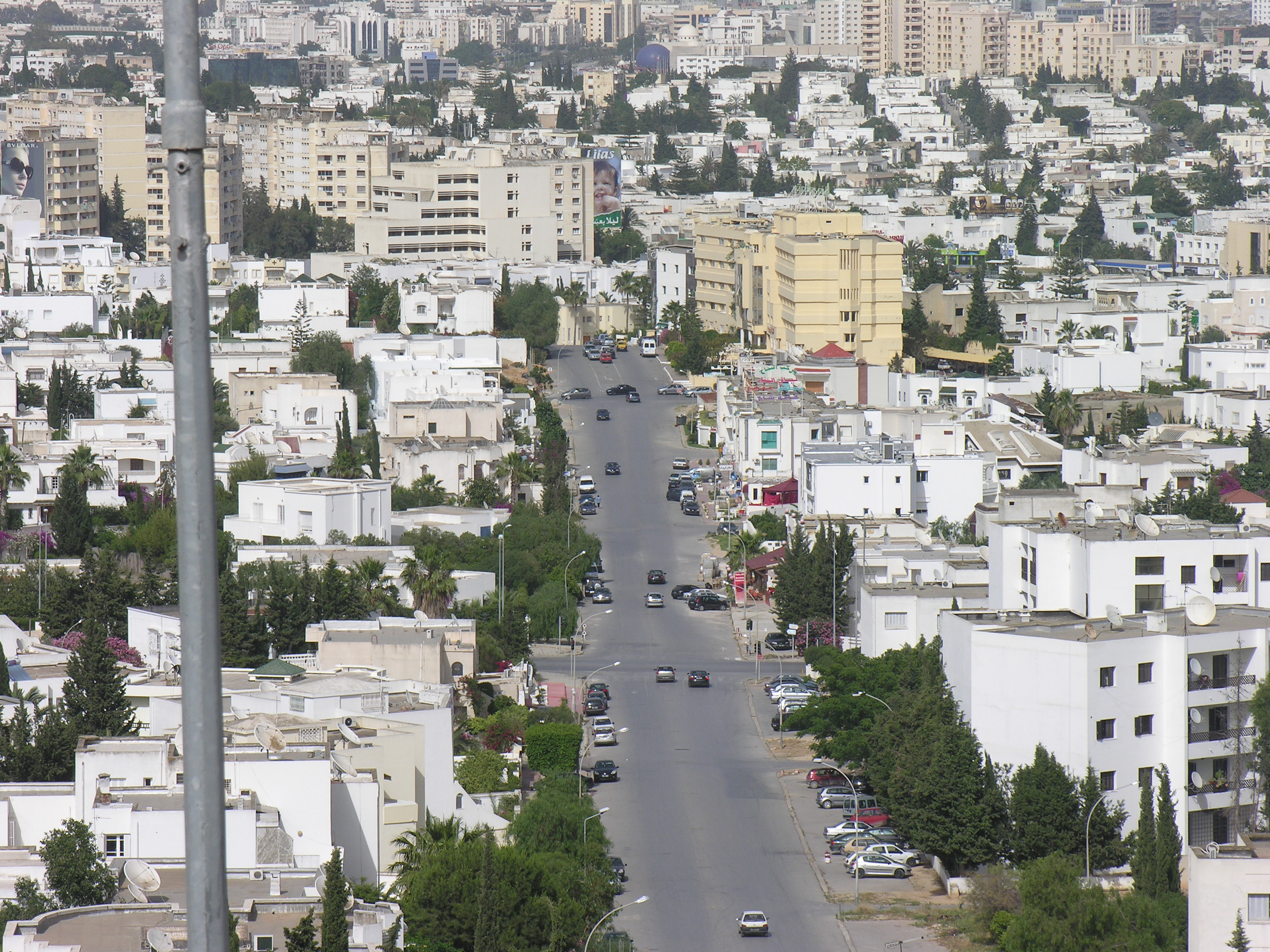
Vue du quartier d'El Menzah IX.

### El Menzah I
El Menzah I comporte un grand lycée secondaire (lycée des pères blancs), une cité nationale sportive qui constitue le premier complexe sportif construit en Tunisie ainsi que des habitations. C'est le premier quartier d'El Menzah à avoir été construit dans les années 1950.
Il forme avec le quartier de Mutuelleville (auquel il est officiellement rattaché) la zone résidentielle la plus huppée du centre de Tunis. Auparavant séparé d'El Menzah IV, ils sont aujourd'hui confondus. Le quartier est essentiellement composé de villas de tailles moyennes à grandes, ainsi que quelques immeubles de résidence.
Il abrite les ambassades du Koweït, d'Autriche, de Côte d'Ivoire ainsi que de la République démocratique du Congo.
Le quartier abrite également le complexe olympique d'El Menzah, premier complexe sportif de Tunisie bâti durant les années 1960. Le complexe comporte un stade de 40 000 spectateurs, un palais des sports et une piscine olympique.
La rue El Moez est l'artère principale du quartier, on y trouve une mosquée, des restaurants ainsi que quelques petits commerces.

### El Menzah IV
El Menzah IV intègre le quartier de Mutuelleville que l'on continue de nommer ainsi. El Menzah V, autrefois appelé « Carnoy » du nom du promoteur américain qui construit ce quartier dans les années 1960 en y établissant un peu plus de 1 000 villas, est un lotissement pavillonnaire réalisé sur un terrain collinaire ; il est limité par El Menzah VI, l'Ariana et le grand axe est-ouest reliant l'aéroport international de Tunis-Carthage au campus d'El Manar.

### El Menzah VI
El Menzah VI est aménagé au début des années 1970 avec une part importante d'habitat collectif. Il accueille un grand lycée (Lycée secondaire d'El Menzah VI) et l'un des premiers centres commerciaux excentrés au début des années 1980. Le centre culturel d'El Menzah VI organise régulièrement des manifestations culturelles offrant la possibilité aux jeunes de s'inscrire à des clubs d'activités diverses.

### El Menzah IX
El Menzah IX se divise en trois parties portant les lettres A, B et C alors qu'El Menzah X, connu sur le nom de Ennasr comporte deux parties numérotées I et II.

## Éducation
- Institut scolaire italien Giovan Battista Hodierna (en), école internationale italienne[1].

## Personnalités
- Chokri Belaïd, homme politique et avocat tunisien, assassiné le 6 février 2013 à El Menzah.